# 四英里 (阿拉巴馬州)
四英里（英語：Fourmile）是一個位於美國阿拉巴馬州謝爾比縣的非建制地區。該地的面積和人口皆未知。

## 地理
四英里的座標為33°14′55″N 86°33′11″W / 33.24861°N 86.55306°W，而該地的平均海拔高度為141米（即463英尺）。